# Jean Bertheroy
Pour les articles homonymes, voir Barillier.
Jean Bertheroy, de son vrai nom Berthe Clorine Jeanne Le Barillier (parfois orthographiée Berthe Clorinne Jeanne Le Barillier ou même Berthe Corinne Jeanne Le Barillier, sans doute par une suite d'erreurs de recopiage orthographique erroné dans les divers ouvrages où elle est citée), née à Bordeaux le 24 juillet 1858,,, et morte au Cannet, le 24 janvier 1927,, est une femme de lettres française.

## Biographie
Elle est la fille de Jeanne Laure Elisabeth Fabre (1830-1900), et de Hyacinthe Édouard François Le Barillier (1er mars 1823 - 24 mai 1894), officier de santé de marine en 1842, docteur en médecine en 1848, date à laquelle il se fixe à Bordeaux, médecin des hôpitaux en 1854, médecin en chef de l'ambulance de Lescure en 1871.
Elle collabore au Figaro et à la Revue des deux Mondes. Romancière à succès à son époque, elle est la première secrétaire du jury Femina en 1904, milite pour l’amélioration de la condition féminine et reçoit la Légion d'honneur au grade de chevalier en 1911. Elle est membre de la Société des gens de lettres.

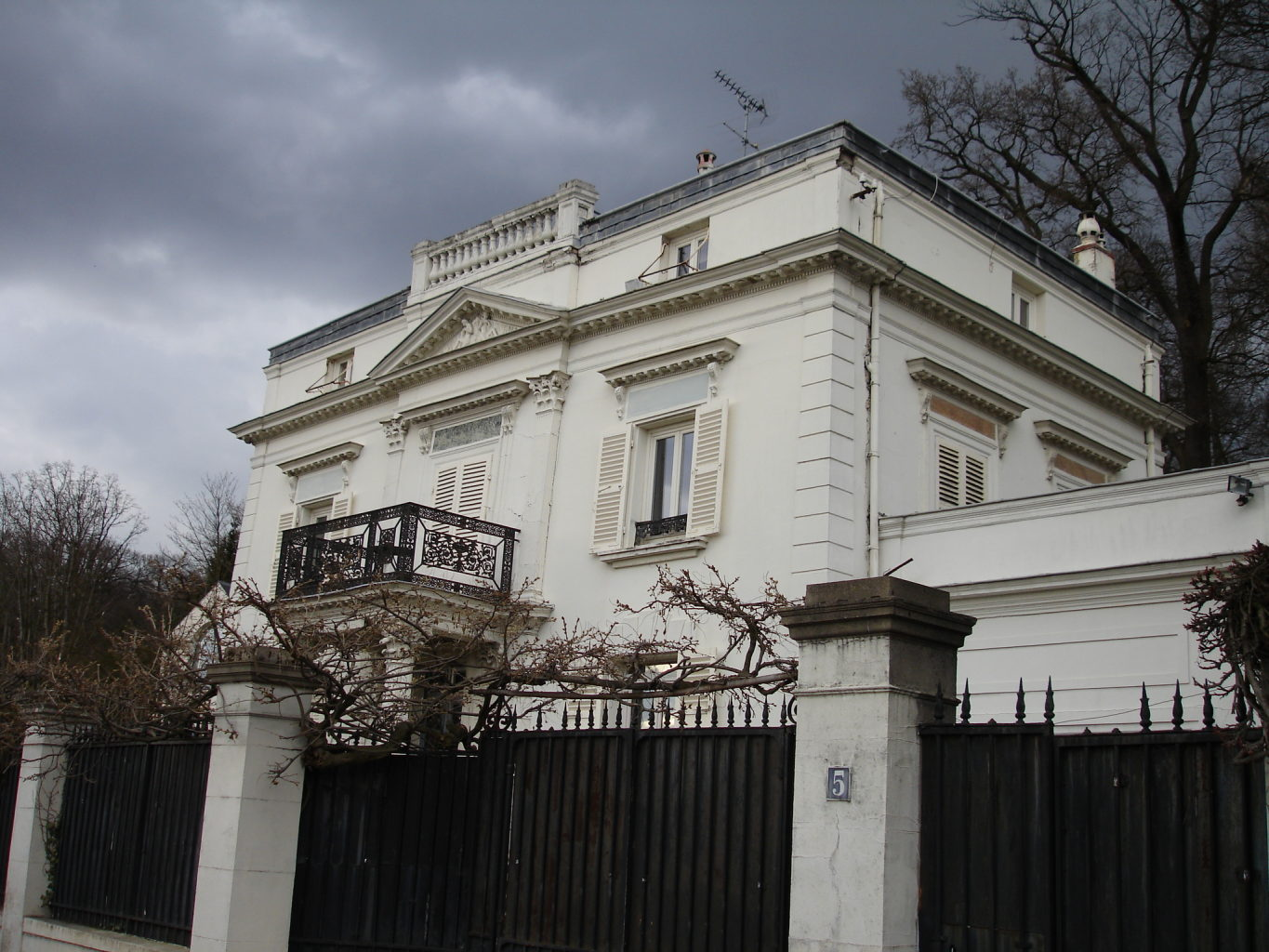
Maison Bertheroy à Montmorency

Remarquée d'abord pour ses poésies, elle se tourne vers le roman historique puis le roman moderne. Son œuvre, si elle est assez largement tombée dans l'oubli, est servie par un style sobre et une documentation toujours très solide. La part la plus consistante de son œuvre est probablement celle consacrée à l'antiquité romaine.
Elle meurt le 24 janvier 1927 au Cannet, ville où elle possède une villa, « après une courte maladie ».
Son souvenir reste présent à Montmorency où elle se fait construire une maison de style italien en 1891, au 5, rue de l'Hermitage, à proximité immédiate de l'Hermitage de Jean-Jacques Rousseau, un écrivain qu'elle admirait et dont elle voulait se rapprocher. Cette maison est tantôt nommée Hôtel Bertheroy, tantôt Maison Jean Bertheroy.

## Prix littéraires
Jean Bertheroy est trois fois lauréate de l'Académie française :
- Prix de l’Académie :
  - 1890 : Prix Archon-Despérouses pour Femmes antiques, doté d'une somme de 1 000 F[8] ;
  - 1894 : Prix Montyon pour Ximénès, doté d'une somme de 500 F ;
  - 1900 : Prix d'éloquence pour André Chénier - Dans l’âme du poète, un Dieu même respire, doté d'une somme de 1 500 F.

## Œuvres[9]
- Vibrations, poésies (1888)
- Marie Madeleine, poème (1889)
- Femmes antiques : la légende, l'histoire, la Bible, poésies (1890) [Femmes antiques : la légende, l'histoire, la Bible Lire en ligne sur Gallica
- Cléopâtre, roman historique (1891)
- Aristophane et Molière, à-propos en 1 acte en vers, Paris, Comédie-Française, 15 janvier 1897 (éd. Paris, Colin, 1891).
- Ximénès, roman historique (1893)
- Le Mime Bathylle, roman historique (1894)
- Le Roman d'une âme, roman (1895)
- Le Double Joug, roman (1897)
- Sur la pente, roman (1897)
- Les Trois Filles de Pieter Waldorp (Pierre Lafitte & Cie, 1897)

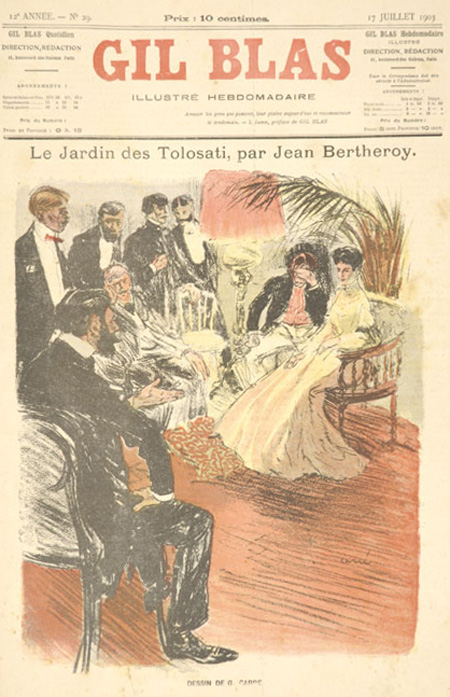
Le Jardin des Tolosati (1903)

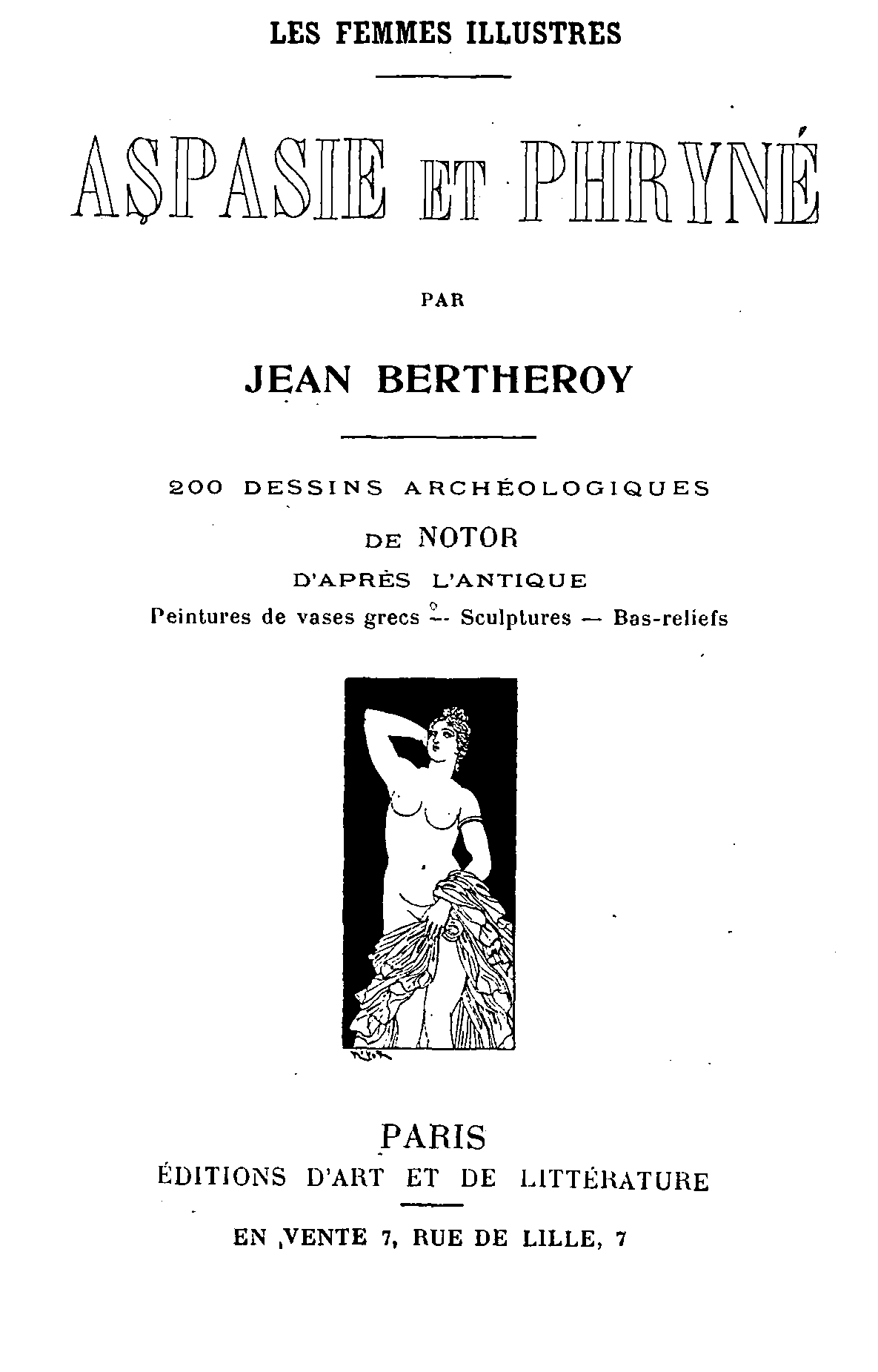
Aspasie et Phryné (1913)

- Un vrai ami, comédie en 1 acte, co-écrit avec Brandimbourg, Paris, au Grand-Guignol, le 25-11-1897
- Cocu, ou la femme de M. Duveau, vaudeville en 1 acte, co-écrit avec Habrekon et De Pawlowsky, au Divan japonais, le 16-9-1899
- La Danseuse de Pompéi (1899) ; réédité en 1905 (Arthème Fayard) lire en ligne
- Le Journal de Marguerite Plantin (1899)
- Éloge de André Chénier, mémoire couronné par l'Académie française (1900)Texte en ligne
- Lucie Guérin, marquise de Ponts, roman (publié sous forme de roman-feuilleton dans Le Figaro du 4 novembre 1899 au 15 décembre 1899 ; publié en un volume chez Paul Ollendorff en 1900)
- Hérille, roman (1901)
- Le Rachat (ill. d'Alfred Paris, 1902)
- Les Vierges de Syracuse (1902)
- Le Mirage, roman (1902)
- Le Jardin des Tolosati (1903)
- Les Dieux familiers, roman nouveau (1904)
- La Beauté d'Alcias, roman (1905) Texte en ligne
- Les Délices de Mantoue, roman (1906)
- Sybaris (1907)
- Geneviève de Paris, roman historique (1907)
- L'Ascension du bonheur, roman moderne (1908)
- Le Colosse de Rhodes (1909)
- Conflit d'âmes, roman (1910)
- Les Deux Puissances, roman moderne (1910)
- Gilles le Ménétrier (1910)
- La Passion d'Héloïse et Abélard (1910)
- La Vie du cœur, nouvelles (1910)
- Le Frisson sacré, roman (1912) Texte en ligne
- Les Chanteurs florentins, suivis de : l'Enfant Septentrion (1912)
- Le Double Amour (1912) [10]
- Aspasie et Phryné, illustré par Notor (1913) Texte en ligne
- Les Tablettes d'Erinna d'Agrigente, roman (1913)
- La Couronne d'épines, roman (1914)
- Le Tourment d'aimer, roman (1914)
- Entre la conscience et le cœur (1916)
- Le Chemin de l'amour, roman (1918)
- Vers la gloire (1919)
- Les Voix du Forum (1920)
- Les Pavots mystiques, roman (1921)
- Amour, où est ta victoire ? roman (1922)
- L'Ange au sourire (1923)
- Roseline et l'amour (1923)
- La Ville des expiations (1923)
- Les Brebis de Mme Deshoulières (1924)
- Dans la barque d'Isis, roman (1925)
- La Vie sublime de Galileo-Galilei (1927)

### Mélodies
- La Terre a mis sa robe blanche (1890), mis en musique par Théodore Dubois (1837-1924)
- Dans le sentier, parmi les roses (1891), mis en musique par Jules Massenet (1842-1912)
- Parmi les Roses, poème (1908), mélodie pour voix et piano, mis en musique par Émile Nerini (1882-1967)
- Chant d'amour, poème, mélodie pour voix et piano, mis en musique par Henri Maréchal (1842-1924)